# Pesa Twist
Le Twist est un modèle de tramway articulé à plancher bas. Commercialisé à partir de 2012, le Twist est construit par l'entreprise polonaise PESA. 

## Commercialisation
| Pays    | Ville               | Modèle  | Livraison | Nombre | Écartement mm |
| ------- | ------------------- | ------- | --------- | ------ | ------------- |
| Pologne | Częstochowa         | 2010N   | 2012      | 7      | 1,435 m       |
| Pologne | Cracovie            | 2014N   | 2015      | 36     | 1,435 m       |
| Pologne | Gorzów Wielkopolski | 2015N   | 2019      | 14     | 1,435 m       |
| Pologne | Katowice            | 2012N   | 2013-2014 | 30     | 1,435 m       |
| Pologne | Wrocław             | 2010NW  | 2015      | 6      | 1,435 m       |
| Russie  | Moscou              | 71-414  | 2014-2015 | 120    | 1,524 m       |
| Ukraine | Kiev                | 71-414K | 2016      | 100    | 1,524 m       |